# Theodor Kretschmer
Theodor Kretschmer (Burghaun, 26 novembre 1901 – Schlitz, 5 dicembre 1986) è stato un generale tedesco comandante della 16. Panzer-Division e della 17. Panzer-Division della Wehrmacht durante la Seconda guerra mondiale, dove venne decorato con la Croce di Cavaliere della Croce di Ferro.

## Biografia

### Carriera militare
Kretschmer entrò nell'esercito della Repubblica di Weimar la Reichswehr nel 1919 e ne venne commissionato all'interno nel 1924. Dopo un certo numero di incarichi nello stato maggiore divenne per un breve periodo comandante della 16. Panzer-Division nel tardo 1944 prima di divenire ulteriormente comandante della 17. Panzer-Division il 1º febbraio 1945. Il 1º aprile 1945 venne promosso a Generalmajor (Maggior generale). Si arrese insieme alla sua divisione l'11 maggio 1945 a est di Praga. Giudicato come criminale di guerra in Unione Sovietica, venne detenuto in prigionia fino al 1955.